# 李玲 (砲丸投)
李 玲 (リ・リン、り れい、拼音：Lǐ Líng、1985年2月7日 - ）は、砲丸投を専門とする中華人民共和国の陸上競技選手。2014年時点ですでに現役引退している。
個人記録はドイツ・ヴィースバーデンでマークした19m95。2014年のアジア競技大会では、公式の選手情報で同姓同名の棒高跳の李玲選手と取り違えられ、棒高跳の李玲の記録に、本項の李玲の砲丸投の記録が誤表記されてしまった。

## 主な成績
| 年       | 大会                   | 会場               | 結果         | 補足     |
| 中国代表 | 中国代表               | 中国代表           | 中国代表     | 中国代表 |
| -------- | ---------------------- | ------------------ | ------------ | -------- |
| 2004     | アジアジュニア選手権   | マレーシアイポー   | 1位          | 16m08    |
| 2005     | アジア選手権           | 韓国仁川           | 3位          | 18m04    |
| 2005     | アジアインドアゲームズ | タイバンコク       | 1位          | 18m20    |
| 2006     | 世界室内選手権         | ロシアモスクワ     | 13位（予選） | 16m94    |
| 2006     | ワールドカップ         | ギリシャアテネ     | 5位          | 19m05    |
| 2006     | アジア競技大会         | カタールドーハ     | 1位          | 18m42    |
| 2007     | 世界選手権             | 日本大阪           | 4位          | 19m38    |
| 2008     | 世界室内選手権         | スペインバレンシア | 13位（予選） | 17m76    |
| 2008     | オリンピック           | 中国 北京          | 14位         | 17m94    |
| 2009     | 東アジア競技大会       | 香港               | 1位          | 17m95    |
| 2010     | アジア競技大会         | 中国広州           | 1位          | 19m94    |
| 2011     | 世界選手権             | 韓国大邱           | 4位          | 19m71    |
| 2012     | オリンピック           | イギリスロンドン   | 4位          | 19m63    |
| 2013     | 世界選手権             | ロシアモスクワ     | 6位          | 18m39    |